# Meromyza lucida
Meromyza lucida är en tvåvingeart som beskrevs av Peterfi 1962. Meromyza lucida ingår i släktet Meromyza och familjen fritflugor. Inga underarter finns listade i Catalogue of Life.